# Aglaia apiocarpa
Aglaia apiocarpa é uma espécie de planta na família Meliaceae. É encontrada na Índia e no Sri Lanca.